# Srednje Selo (Šolta)
Srednje Selo falu Horvátországban Split-Dalmácia megyében. Közigazgatásilag Šoltához tartozik.

## Fekvése
Splittől 18 km-re délnyugatra, Trogirtól 13 km-re délre, Dalmácia középső részén, Šolta szigetének középső részén, a községközponttól 1 km-re nyugatra, a Sridnje polje északi szélén fekszik. Jól védett az északi szelektől, ugyanakkor sok napfény éri. A dalmát falusi építészet jellemzi, kőházakkal, kis kocsmákkal és fallal kerített udvarokkal. Az udvarokban az olívaolaj tárolására szolgáló kőedények és a bor tárolására szolgáló hordók láthatók. Központjában a Szeplőtelen Szűz Mária testvériségének ősi háza áll. A régi, elhagyott iskolaépület az egykori pezsgő életre emlékeztet. Ma a gyerekek már Grohotéra járnak iskolába. A Grohote felé vezető felső út mellett áll a falu kis temploma. A faluban sem bolt, sem vendéglő nem található. Néhány itt élő festőművésznek van itt műterme. Olajfaültetvények és kertek övezik. Autóbusszal a sziget minden településéről megközelíthető, a rogači kompkikötő mintegy három és fél kilométerre található. A település felett északra, 182 méter magasan található Strličina víztározó ciszterna.

## Története
A kis település a középkorban az akkori Szeplőtelen Szűz Mária templom körül alakult ki. Évszázadokig velencei fennhatóság alatt volt. Ma a sziget legkisebb települése, melyet egykor fejlett mezőgazdaság, olíva- és szőlőtermesztés jellemzett. Ezt a tőle délre fekvő kiterjedt mező, a termékeny Sridnje polje tette lehetővé. Régen itt sokkal többen éltek és nagyon is pezsgő élet folyt. 1797-ben a Velencei Köztársaság megszűnésével a település a Habsburg Birodalom része lett. 1806-ban Napóleon csapatai foglalták el és 1813-ig francia uralom alatt állt. Napóleon bukása után ismét Habsburg uralom következett, mely az első világháború végéig tartott. 1857-ben 256, 1910-ben 372 lakosa volt. Az I. világháború után rövid ideig az Olasz Királyság, ezután a Szerb-Horvát-Szlovén Királyság, majd Jugoszlávia része lett. A második világháború idején olasz csapatok szállták meg. Lakossága 2011-ben 104 fő volt, akik a turizmus mellett főként mezőgazdaságból (olíva- és szőlőtermesztés) éltek.

## Lakosság
| Lakosság változása | Lakosság változása | Lakosság változása | Lakosság változása | Lakosság változása | Lakosság változása | Lakosság változása | Lakosság változása | Lakosság változása | Lakosság változása | Lakosság változása | Lakosság változása | Lakosság változása | Lakosság változása | Lakosság változása | Lakosság változása |
| ------------------ | ------------------ | ------------------ | ------------------ | ------------------ | ------------------ | ------------------ | ------------------ | ------------------ | ------------------ | ------------------ | ------------------ | ------------------ | ------------------ | ------------------ | ------------------ |
| 1857               | 1869               | 1880               | 1890               | 1900               | 1910               | 1921               | 1931               | 1948               | 1953               | 1961               | 1971               | 1981               | 1991               | 2001               | 2011               |
| 256                | 325                | 316                | 355                | 394                | 372                | 324                | 309                | 321                | 308                | 285                | 206                | 143                | 150                | 128                | 104                |

## Nevezetességei
A Grohote felé vezető út melletti kis Rózsafüzér királynője templomot 1910-ben az azonos nevű testvériség építtette.

## Galéria
- A falu központja a hősi emlékművel
- A falu temploma
- Falukép olajfával